# Hal Foster
Harold Foss «Hal» Foster (n. 13 de agosto de 1955) es un crítico de arte e historiador estadounidense. Se formó en las universidades de Princeton, Columbia y Nueva York. Enseñó en la Universidad Cornell de 1991 a 1997 y trabaja en Princeton desde ese año. En 1998 recibió la beca Guggenheim.
El trabajo crítico de Foster se centra en el rol de las vanguardias en el posmodernismo. En 1983 editó el libro The Anti-Aesthetic: Essays on Postmodern Culture, un texto clave sobre la materia. En Recodings (1985) construyó una visión del posmodernismo que simultáneamente consideraba su historia vanguardista y opinaba sobre la sociedad contemporánea. En The Return of the Real (1996) propuso un modelo de la recurrencia histórica de la vanguardia, en el que cada ciclo mejoraría las falencias inevitables de los anteriores. Foster considera que su rol como crítico se complementa con su papel de historiador del arte, que estos enfoques no se oponen. 

## Primeros años y educación
Foster nació el 13 de agosto de 1955 en Seattle, Washington. Su padre era socio de la firma de abogados Foster, Pepper & Shefelman. Asistió a la escuela Lakeside School y fue compañero de clases del fundador de Microsoft, Bill Gates.
Se graduó en Princeton en 1977 con un Bachelor of Arts en Inglés e Historia del Arte. Recibió un Master of Arts en Inglés de parte de la Universidad de Columbia en 1979. Su título de Ph. D fue en Historia del Arte, en la Universidad de la Ciudad de Nueva York en 1990; su tesis fue acerca del surrealismo y Rosalind Krauss la dirigió.

## Carrera
Tras graduarse en Princeton, Foster se mudó a la ciudad de Nueva York, donde trabajó para Artforum desde 1977 a 1981. Luego fue editor de Art in America hasta 1987, cuando tomó el cargo de director de estudios de crítica y conservación en el Museo Whitney de Arte Estadounidense.
En 1982 un amigo suyo de la Lakeside School fundó la editorial Bay Press para publicar The Mink's Cry, un libro infantil escrito por Foster. El año siguiente, Bay Press publicó The Anti-Aesthetic: Essays on Postmodern Culture, una colección de ensayos sobre el posmodernismo editada por dicho crítico; este texto se volvió fundamental para la materia. En 1985, la compañía publicó Recodings, la primera colección de ensayos de Foster. Estos dos títulos fueron los mejor vendidos de Bay Press. Foster fundó Zone en 1985 y fue su editor hasta 1992.
En 1991 Foster abandonó el Museo Whitney para unirse al departamento de Historia del Arte de la Universidad Cornell. Ese mismo año, comenzó a trabajar como editor de la revista académica October, hasta 2011. En 1997 se incorporó a la facultad de su alma máter, la Universidad de Princeton, en el departamento de Arte y Arqueología. En 2000 asumió el cargo de profesor Townsend Martin de Arte y Arqueología en dicha institución. Fue jefe de dicho departamento desde 2005 a 2009. En septiembre de 2011 figuró en el comité de búsqueda para nombrar un nuevo decano en la Escuela de Arquitectura de Princeton. Actualmente es un académico en el Wilson College.
Foster recibió una beca Guggenheim en 1998. En 2010 fue elegido como académico de la Academia Estadounidense de las Artes y las Ciencias y recibió el premio Clark a la excelencia en escritos sobre arte otorgado por el Instituto de Arte Clark. En la primavera de 2011 ganó el premio Berlín orotgado por la Academia Estadounidense en Berlín. En 2013-2014 se inscribió como practicante en residencia en el Camberwell College de Londres.

## Trabajo como crítico
En su introducción a Anti-Aesthetic (1983), Foster describió la diferencia entre complicidad y resistencia al capitalismo en el posmodernismo. El libro incluye contribuciones de Jean Baudrillard, Douglas Crimp, Kenneth Frampton, Jürgen Habermas, Fredric Jameson, Rosalind Krauss, Craig Owens, Edward Said y Gregory Ulmer.
En Recodings (1985), Foster se centró en el rol de las vanguardias dentro del posmodernismo. Promovió un posmodernismo que se compromete con una continuación de sus raíces históricas vanguardistas y de crítica política y social, en oposición a lo que denominó un impulso «pluralista» de abandonar la vanguardia en favor de formas más tradicionales en cuanto a lo artístico y más viables en lo comercial. Destacó algunos artistas que consideró que servían como ejemplos de esta visión, como Dara Birnbaum, Jenny Holzer, Barbara Kruger, Louise Lawler, Sherrie Levine, Allan McCollum, Martha Rosler y Krzysztof Wodiczko. Foster favoreció la divulgación del arte posmodernista, antes solo exhibido en galerías y museos, y su inclusión en lugares públicos de mayor alcance, desde pintura y escultura a otros medios. También consideró que el haber diferenciado los contextos del público y el no trazar divisiones con respecto a la pericia o al conocimiento son las contribuciones del posmodernismo a la vanguardia.
Hacia mediados de la década de 1990, Foster creía que la dialéctica en la vanguardia entre el compromiso histórico y la crítica contemporánea había desaparecido. Desde su punto de vista, esta última es preferida antes que el otro, ya que el interés es más importante que la calidad. Tomando como modelo la reacción de Karl Marx contra Hegel, en The Return of the Real (1996) intentó rebatir la afirmación de Peter Bürger —en Theory of the Avant-Garde (1974)— de que la neovanguardia principalmente es una repetición de los proyectos y los logros de la vanguardia histórica y por ende es un fracaso. El modelo de Foster se basa en la noción de Sigmund Freud de «resignificación» (en alemán, Nachträglichkeit). Concede que el fracaso de la primera vanguardia —que incluye figuras como la de Marcel Duchamp— pero argumenta que las próximas generaciones pueden redimir a las anteriores incorporando aquellos aspectos de la historia que no fueron trabajados originalmente. Gordon Hughes compara esta teoría con la de Jean-François Lyotard.
Foster criticó duramente el campo de la cultura visual y lo acusó de «ligereza». En un artículo de 1999 en Social Text, Douglas Crimp refutó a Foster y atacó su idea sobre la vanguardia y su tratamiento en The Return of the Real de la identidad sexual en la obra de Andy Warhol. Además, desaprobó su visión sobre la práctica y el campo del diseño en su libro Design and Crime (2002).
Foster considera que sus roles de crítico e historiador del arte se complementan en vez de oponerse, por sus coincidencias con el posmodernismo. En una entrevista publicada en el Journal of Visual Culture afirmó: «Nunca vi el trabajo crítico en oposición al trabajo histórico: como muchos otros, intento mantener a los dos unidos, en tensión. La historia sin crítica es inerte; la crítica sin historia no tiene propósito».

## Obra

### Obras en inglés
- Foster, Hal (1982). The mink's cry. Bay Press.
- —, ed. (1983). The anti-aesthetic : essays on postmodern culture. Bay Press.
- Recodings: Art, Spectacle, Cultural Politics, 1985. Bay Press.
- —, ed. (1988). Vision and visuality. The New Press.
- —, ed. (1988). Discussions in contemporary culture. The New Press.
- Compulsive Beauty, 1995. MIT Press.
- The Return of the Real: The Avant-Garde at the End of the Century, 1996. MIT Press.
- Design and Crime (And Other Diatribes), 2002. 2nd. ed, 2011. Verso Books.
- Art Since 1900: Modernism, Anti-Modernism, Postmodernism, 2005. With Rosalind Krauss, Yve-Alain Bois, and Benjamin Buchloh. Thames & Hudson.
- Pop (Themes & Movements), 2006. Con Mark Francis. Phaidon Press.
- Prosthetic Gods, 2006. MIT Press.
- The Art-Architecture Complex, 2011. Verso Books.
- The First Pop Age: Painting and Subjectivity in the Art of Hamilton, Lichtenstein, Warhol, Richter, and Ruscha, 2011. Princeton University Press.
- Bad New Days: Art, Criticism, Emergency, 2015. Verso Books.

#### Reimpresiones
| Detalles de las reimpresiones                             | Publicación original                                                                   |
| --------------------------------------------------------- | -------------------------------------------------------------------------------------- |
| Foster, Hal, ed. (1985). Postmodern culture. Pluto Press. | Foster, Hal, ed. (1983). The anti-aesthetic : essays on postmodern culture. Bay Press. |

### Obra traducida al español
- Foster, Hal (2001). El retorno de lo real: La vanguardia a finales de siglo. Madrid: Akal. ISBN 978-84-460-1329-7.
- Foster, Hal (2004). Diseño y delito. Madrid: Akal. ISBN 978-84-460-2042-4.
- Foster, H., Krauss, R. E., Bois, Y. A., Buchloh, B. H. D. (2006). Arte desde 1900. Madrid: Akal. ISBN 9788446024002.
- Foster, Hal (2008). Belleza compulsiva. Buenos Aires: Adriana Hidalgo. ISBN 978-987-1156-88-7.
- Foster, Hal (2008). Dioses prostéticos. Madrid: Akal. ISBN 9788446023562.
- Habermas, J., Baudrillard, J., Said, E. Jameson, F. et al. (2010).  Foster, Hal, ed. La posmodernidad. Barcelona: Kairós. ISBN 978-8472451544.
- Foster, Hal (2013). El complejo arte-arquitectura. Madrid: Turner. ISBN 9788415832720.

### Reseñas de libros
| Fecha | Reseña | Obra reseñada                                                                                |
| ----- | --- | -------------------------------------------------------------------------------------------- |
| 2000  | Foster, Hal (21 de septiembre de 2000). «Slumming with rappers at the Roxy». London Review of Books (en inglés) 22 (18): 16-18. Consultado el 5 de agosto de 2018. | Seabrook, John (2000). Nobrow : the culture of marketing, the marketing of culture. Methuen. |